# Gestel
 Gestel  (en bretón Yestael) es una población y comuna francesa, situada en la región de Bretaña, departamento de Morbihan, en el distrito de Lorient y cantón de Pont-Scorff.

## Demografía
| 552 | 525 | 758 | 1566 | 1921 | 2227 |
| Para los censos de 1962 a 1999 la población legal corresponde a la población sin duplicidades (Fuente: INSEE [Consultar]) |     |     |      |      |      |